# Dmitrij Šukov
Dmitrij Vladislavovič Šukov (in russo Дмитрий Владиславович Шуков?; Kujbyšev, 26 settembre 1975) è un allenatore di calcio ed ex calciatore russo con cittadinanza olandese, di ruolo centrocampista o attaccante.